# Château d'Aznalmara
Le château d'Aznalmara (ou de Tavizna) est une construction militaire situé dans la municipalité de Benaocaz, dans la province de Cadix  en Espagne.

## Présentation
Sa construction remonte à l'époque des Nasrides aux XIIIe et XIVe siècles. Il est situé au sommet d'une colline qui domine la rivière Tazvina, emplacement stratégique à l'entrée de la montagne de Cadix, dans la municipalité de Benaocaz.
Aujourd'hui en ruines, ce fort était composé des éléments essentiels de l'architecture militaire médiévale: murs épais, tours carrées surmontées de créneaux. Conquis par les chrétiens en 1410 puis en 1485, son état de conservation est mauvais, même si son aspect d'origine garde une bonne prestance.

## Protection
Le château fait l’objet d’un classement en Espagne au titre de bien d'intérêt culturel depuis le 22 juin 1993.

### Sources
- (es) Cet article est partiellement ou en totalité issu de l’article de Wikipédia en espagnol intitulé « Castillo de Aznalmara » (voir la liste des auteurs).